# Giovanni Battista Guarnaschelli
Giovanni Battista Guarnaschelli (Palermo, 15 novembre 1892 – ...) è stato un diplomatico italiano.
È stato ambasciatore d'Italia in Bulgaria dal 1946 e al 1952 e in Polonia dal 1952 al 1955.

## Biografia
Giovanni Battista Guarnaschelli nacque a Palermo il 15 novembre 1892. Apparteneva ad una famiglia con importanti tradizioni nella magistratura e si laureò in Giurisprudenza alla Regia Università di Roma l’8 luglio 1916. In seguito ad esame di concorso, il 20 luglio 1920 fu nominato Addetto consolare.
Il suo primo rilevante incarico all’estero fu la partecipazione come Segretario della Delegazione italiana alla Conferenza di Losanna per la pace con la Turchia fra il 1922 e il 1923. Successivamente prestò servizio presso la Regia Ambasciata italiana di Costantinopoli fino al 1927 e in Corsica come console a Bastia (1927-1929).
Nel dicembre 1929 ritornò al Ministero degli Affari Esteri come Reggente dell’Ufficio IV della Direzione Generale degli Affari Politici e Commerciali d’Europa, Levante ed Africa, di cui divenne capo nel 1931. L'ufficio aveva come area di competenza l’Africa, la Penisola arabica, la Mesopotamia, la Palestina, la Siria e gli affari concernenti la Libia, l’Eritrea e la Somalia italiana. Furono quelli gli anni in cui lavorò a stretto contatto con il direttore generale Raffaele Guariglia, di cui condivise la visione generale di politica estera, fondata sulla convinzione che per l’Italia il problema cruciale fosse la costruzione di un impero coloniale africano che consentisse allo Stato italiano di creare uno sbocco per la propria emigrazione e di reperire materie prime. Guarnaschelli divenne uno dei principali esperti dell’area africana e mediorientale della diplomazia italiana.
In seguito alla riorganizzazione del Ministero degli Affari Esteri del 1932 divenne il principale funzionario che da Roma gestiva i dossier relativi all’Etiopia. All’Ufficio III della neo costituita Direzione Generale degli Affari di Europa e del Mediterraneo diretta da Gino Buti, lavorarono con lui alcuni giovani diplomatici che sarebbero poi divenuti fra i principali diplomatici dell’Italia repubblicana, fra cui Vittorio Zoppi e Attilio Cattani. Come funzionario incaricato della gestione delle relazioni italo-etiopiche Guarnaschelli fu uno dei protagonisti delle drammatiche vicende diplomatiche connesse alla decisione di Mussolini di conquistare l’Etiopia.
Dal gennaio 1943 è Inviato Straordinario e Ministro Plenipotenziario a Helsinki.
Nel dicembre 1946 fu trasferito a Sofia con credenziali di inviato straordinario e ministro plenipotenziario, dove rimase fino al 1952. In Bulgaria svolse un ruolo importante nella ripresa delle relazioni diplomatiche fra Italia e Albania interrottesi dopo l'ascesa al potere dei comunisti a Tirana. All'indomani della rottura fra Tito e Stalin, a Sofia egli stabilì un canale di contatto segreto con il rappresentante albanese in Bulgaria Teodor Heba, già segretario generale del Ministero degli Esteri di Albania, e pose le basi per la ripresa delle relazioni diplomatiche ufficiali italo-albanesi nel 1949.
Nel luglio 1952 Guarnaschelli fu nominato Ambasciatore a Varsavia dove rimase fino al 1955.
Cessò di far parte dell’Amministrazione il 30 aprile 1955.